# 序奏とアレグロ (エルガー)
序奏とアレグロ（Introduction and Allegro ）作品47は、エドワード・エルガーが作曲した弦楽合奏と弦楽四重奏のための作品。

## 概要
1904年から翌年の1905年にかけて作曲された。この時期はエルガーにとっては栄光の時期であり、行進曲『威風堂々』などの大成功によって王室からナイトの称号を授与された時期であった。ストラヴィンスキーらによって本格的なムーヴメントになる新古典主義の先取りともいえる作品であるが、この作品もまた、『弦楽のためのセレナード』と同じく、20世紀のイギリスにおける弦楽合奏の作品群の道筋を示した作品といえる。
なお、曲の中心となる主題がウェールズ民謡から引用されている。これは1901年に構想し、結局は作曲に至らなかった「ウェールズ序曲」という作品が大きなヒントを与えている。
弦楽合奏のために書かれているが、4パートのトップ奏者が弦楽四重奏として全体の合奏を融合し、バロック時代における合奏協奏曲のスタイルをとっている。

## 構成
ト短調→ト長調
序奏とアレグロから成り、演奏時間は約13分。